# Yokadouma
Yokadouma è la capitale del dipartimento di Boumba e Ngoko, in Camerun.
È un importante centro turistico per le escursioni nella vicina foresta pluviale. Sviluppate sono anche le attività legate allo sfruttamento forestale, mentre si sta cercando di sviluppare l'attività agricola, con la messa in opera di colture di caffè e cacao.
È presente anche un'attività artigianale legata alla presenza nei dintorni di alcune miniere di oro.